# Beraea iglesiensis
Beraea iglesiensis är en nattsländeart som beskrevs av Malicky 1981. Beraea iglesiensis ingår i släktet Beraea och familjen sandrörsnattsländor. Inga underarter finns listade i Catalogue of Life.